# The Satanist
| Recensione   | Giudizio |
| ------------ | -------- |
| AllMusic     |          |
| The Guardian |          |

The Satanist è un album in studio del gruppo musicale polacco Behemoth, pubblicato nel 2014.
È stato inserito dalla rivista Rolling Stone al sesto posto fra i 20 migliori album metal del 2014.

## Tracce
1. Blow Your Trumpets Gabriel – 4:25 (Nergal)
2. Furor Divinus – 3:06 (Nergal)
3. Messe Noire – 4:04 (Krzysztof Azarewicz, Nergal)
4. Ora Pro Nobis Lucifer – 5:35 (Krzysztof Azarewicz, Nergal)
5. Amen – 3:49 (Nergal)
6. The Satanist – 5:33 (Nergal)
7. Ben Sahar (Nergal)
8. In the Absence ov Light – 4:58 (Nergal)
9. O Father O Satan O Sun! – 7:13 (Krzysztof Azarewicz, Nergal)

Durata totale: 38:43

## Formazione
Gruppo
- Nergal – voce, chitarra
- Tomasz "Orion" Wróblewski – basso
- Zbigniew Robert "Inferno" Promiński - batteria

Altri musicisti
- Jan Galbas - cori
- Pawel Hulisz - flicorno soprano, tromba
- Marcin Janek - sassofono
- Bogdan Kwiatek - trombone
- Michael Mieczkowski - trombone basso
- Lukasz Lacny - corno francese
- Michal Szczerba - corno francese
- Alicja Leoniuk-Kit - violoncello
- Grazyna Michalec - violoncello
- Magda Miotke-Bajerska - violoncello
- Krzysztof Olos - campionamento
- Michał Łapaj - organo Hammond (traccia 9)

Produzione
- Matt Hyde - missaggio
- Ted Jensen - mastering
- Arkadiusz Malczewski - mastering, missaggio

## Classifiche
| Classifica             | Posizione massima |
| ---------------------- | ----------------- |
| The Billboard 200      | 34                |
| Top Hard Rock Albums   | 4                 |
| Top Independent Albums | 6                 |
| Top Rock Albums        | 9                 |